# Oroqina Khatun
Oroqina Khatun o Dokuz Khatun, fue una princesa keraita cristiana del siglo XIII, casada con el líder mongol Hulagu, con quien concibió a Abaqa, que sucedió a su padre.
Oroqina Khatun era una cristiana nestoriana. A menudo es mencionada como una gran benefactora de la fe cristiana por historiadores occidentales contemporáneos. Cuando los enviados mongoles llegaron a Europa, trataron de aprovecharse del cristianismo de Oroquina, afirmando que tanto ella, como su tía, Sorgaqtani eran hijas del legendario Preste Juan.
Murió el 16 de junio de 1265, cuatro meses después que su marido. Stepanos Orbelian propuso más tarde que fue envenenada por Shams al-Din Juvayni.

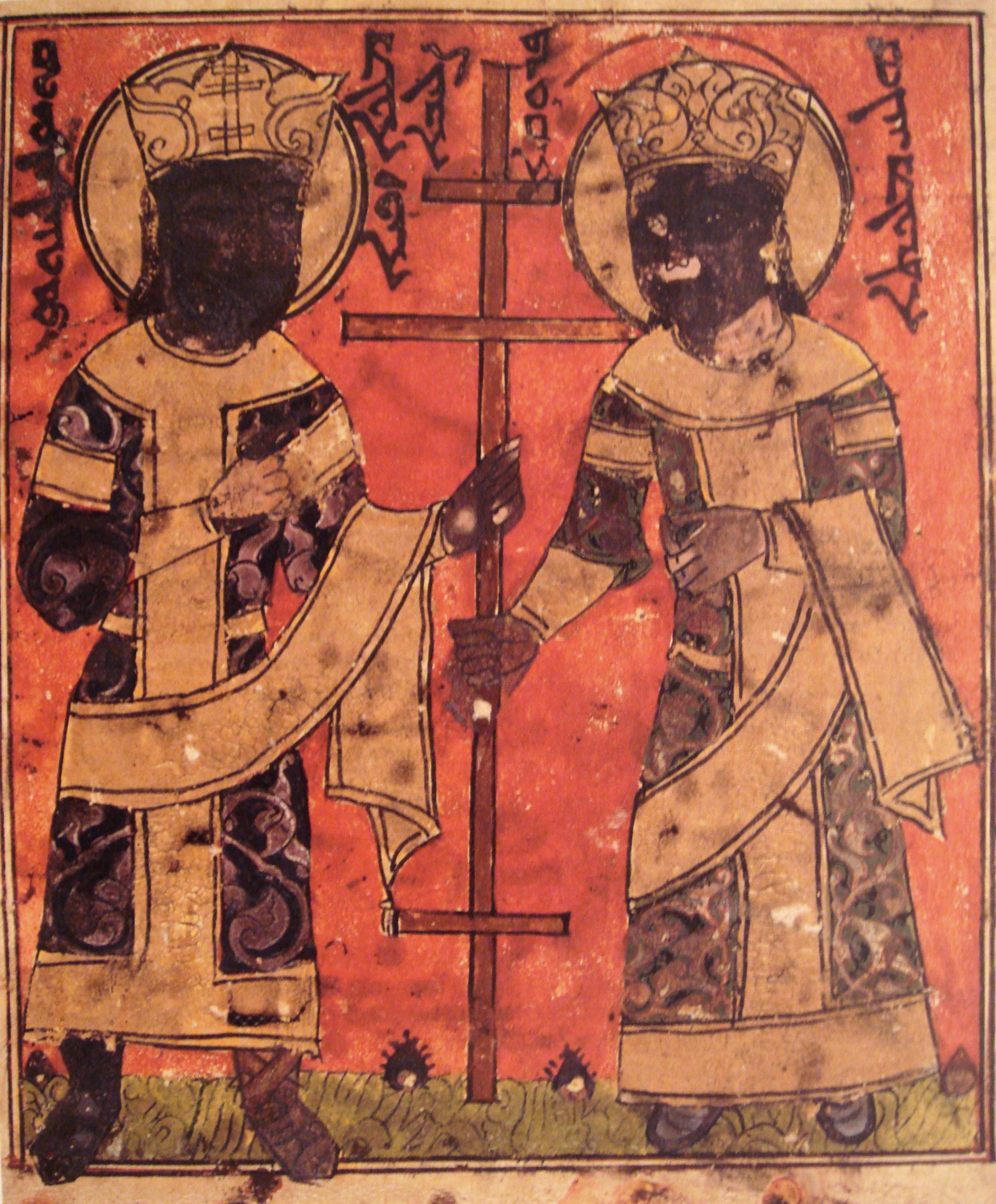
Hulagu y Doquz Khatun en una Biblia siríaca.